# تفجيرات العراق 21 أيلول 2013
انفجرت في 21 أيلول 2013 سلسلة من السيارات المفخخة وحصلت العمليات الانتحارية ضربت المناطق الوسطى والشمالية من العراق، وكان أكبر هجوم استهدف جنازة في مدينة الصدر في بغداد، تركت الهجمات 115 قتيلا على الأقل وإصابة أكثر من 200 آخرين.

## التفاصيل
وقع الهجوم على مدينة الصدر قبل غروب الشمس وقت تقديم العشاء في إحدى خيام العزاء، بواسطة اثنين من المفجرين الانتحاريين. وتحدثت التقارير عن سقوط 78 قتيلا. وكان هنالك حوالي 500 في المكان لحظة وقوع الهجوم، وكان رجال الإطفاء يكافحون لاحتواء الحريق الهائل الذي انتجه التفجيرين واضطر رجال الإطفاء إلى مغادرة مكان الحادث لإعادة ملء شاحناتهم بالماء والرجوع مرة أخرى إلى مكان الهجوم. وبعد أقل من ساعتين، ضرب تفجير أخر حي أور في بغداد، القريبة لمدينة الصدر، مما أسفر عن مقتل 9 مدنيين وجرح 14 آخرين. وقتل أيضا أربعة أشخاص في تفجير متجر لبيع الخمور في الاعظمية.
تم الإبلاغ عن عدة هجمات أخرى من مختلف أنحاء العراق، ومن أبرزها الهجوم على وحدة الشرطة الخاصة بالقرب من بيجي، حيث لا يقل عن 6 انتحاريين يرتدون زي قوات سوات اقتحموا المجمع، مما أسفر عن مقتل 7 من رجال الشرطة وإصابة 21 آخرين. وهاجم مسلحون منازل اثنين من حراس السجن في الموصل، مما أسفر عن مقتل كلا منهم وإصابة امرأة. وقتل جنديان وأصيب خمسة آخرون في انفجار عبوة ناسفة قرب نقطة تفتيش. في أبو غريب، في حين أن هجوم مماثل أسفر عن مقتل جندي واصابة اخر قرب الفلوجة. وقتل مسلحون مجهولون عضوا في الصحوة وجرحوا أربعة آخرين في تبادل لاطلاق النار في الشرقاط، بينما قتل مهربين بالرصاص قائدا قي الجيش العراقي واصابوا جنديين قرب الحدود العراقية السورية.